# Wasserturm Wismar

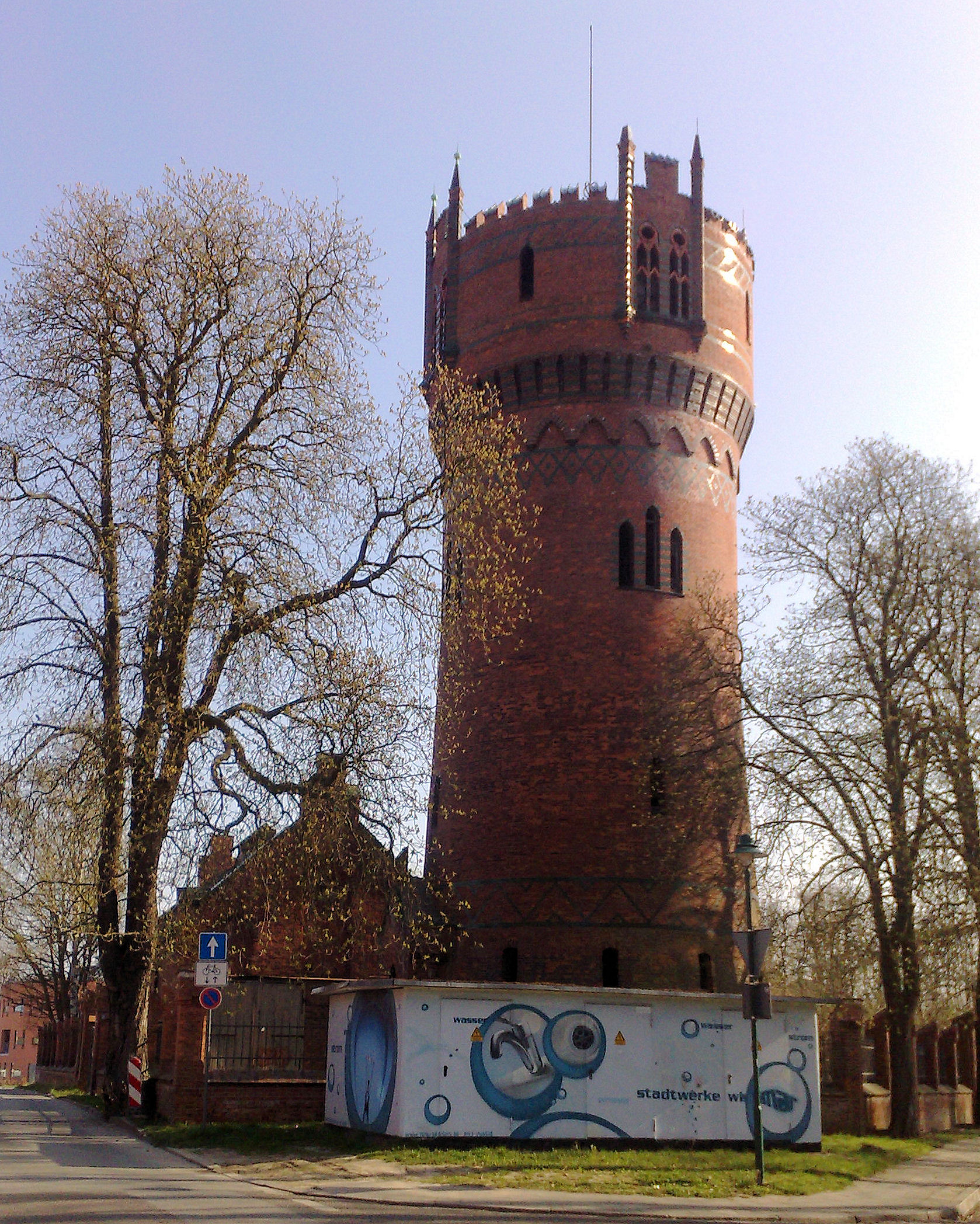
Wasserturm am Turnplatz

Der Wasserturm in der Hansestadt Wismar in Mecklenburg-Vorpommern ist ein neogotischer Backsteinturm aus dem Jahr 1897. Er war Teil des ehemaligen Wasserwerkes am Turnplatz. Das Wasserwerk befindet sich auf der Denkmalliste der Hansestadt Wismar Wismar.

## Lage
Der Wasserturm liegt im Wismarer Stadtteil Wismar-Süd südöstlich der Altstadt und etwa 500 Meter westlich des Mühlenteiches. In unmittelbarer Nähe des Wasserwerkes befinden sich die katholische Pfarrkirche St. Laurentius sowie das heute als Musikschule genutzte Gebäude des einstigen Lyzeums, das am 8. Oktober 1907 eingeweiht wurde. Der Turnplatz selbst mit seinen ovalförmig angepflanzten Buchen, die eine 400-Meter-Laufbahn bildeten, wurde 1863 nach Richtlinien von Friedrich Ludwig Jahn für die Schüler der Großen Stadtschule errichtet. Dieser Platz und das Grundstück, auf dem heute der Turm steht, waren bis 1905 in großherzoglichem Besitz und eine Schenkung an die Stadt.

## Bauwerk

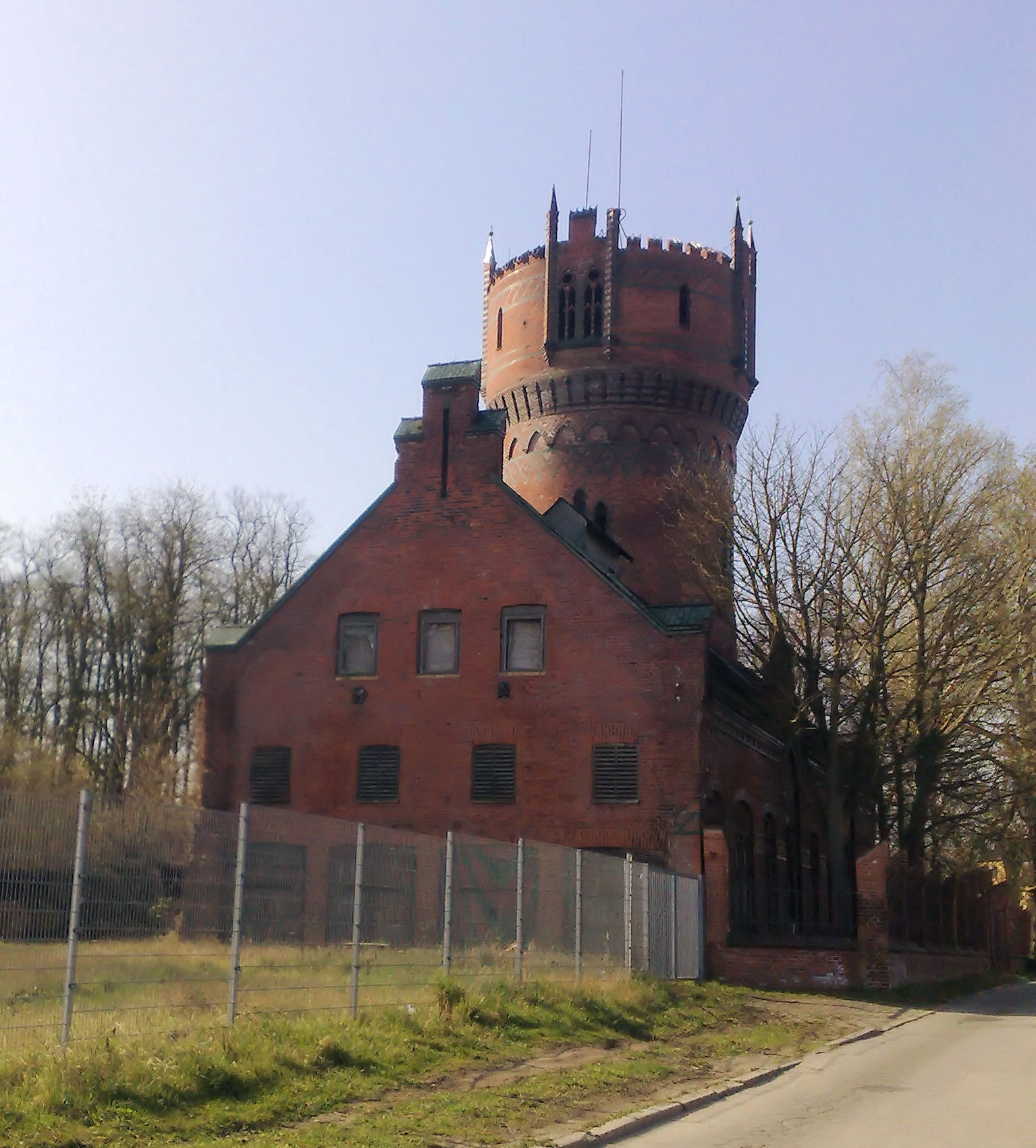
Wasserturm und Gebäude des Wasserwerks

Der viergeschossige, runde Backsteinturm besitzt eine Höhe von 28 Metern (laut anderer Quelle: 33,78 m). Wie das Pumpenhaus wurde er im neogotischen Stil errichtet. Das oberste, mit einem Zinnenkranz bekrönte Stockwerk ragt über einen Spitzbogenfries und abgetreppte Blendnischen aus dem übrigen Turmschaft hervor. Das Gemäuer ist mit grünen Glasurziegeln ornamental verziert. Die Fenster sind schmal und spitzbogig ausgeführt.
Der Wasserbehälter misst 300 m³ Nutzinhalt. Zwei jeweils 15 PS starke, horizontale und einzylindrige Dampfmaschinen mit Einspritzkondensation trieben – einer Beschreibung aus dem Jahr 1927 folgend – liegende, doppelt wirkende Plungerpumpen mit einer Normalleistung von 100 und einer Maximalleistung von 125 m³ je Stunde an. Eine weitere doppelt wirkende Plungerpumpe mit einer Förderleistung von 210 m³/h (max. 240 m³/h) wurde durch einen Gleichstrommotor mit einer Leistung von 30 PS betrieben und konnte auch Verbrauchsspitzen abdecken.
Die Kessel der Dampfmaschinen besaßen je etwa 20 m² Heizfläche und 7 atm Überdruck.

## Geschichte
Bereits seit 1573 wurde Wasser aus der Nähe von Metelsdorf in die Stadt geleitet. Die Wasserkunst, die sich nach ihrer Umsetzung um 1600 an ihrer heutigen Stelle auf dem Marktplatz befindet, einen zuvor dort vorhandenen hölzernen Kasten ablöste und bis 1897 der Versorgung der Bürger mit Wasser diente, wurde aus diesen Quellen gespeist. Der Bezug von Wasser aus nur einer Quelle erwies sich mit Kappung der Leitungen bei der Belagerung Wismars 1675 als nachteilig. Deshalb wurde seit 1685 zusätzlich Wasser aus dem Mühlenteich in einen ehemaligen Wehrturm, der Bestandteil der Stadtbefestigungsanlagen war und heute Alter Wasserturm genannt wird, gefördert und von dort weitergeleitet. Aufgrund der Choleragefahr durfte das Wasser aus dem Teich seit 1892 nicht mehr mit dem Metelsdorfer Wasser vermischt werden. Auch die Ausdehnung der Stadt und der dadurch gestiegene Wasserbedarf machte die Erschließung weiterer Quellen notwendig. Beim ehemaligen Gaswerk wurde ein Wasserreservoir gefunden, das mittels drei 15 bis 52 Meter tiefen Rohrbrunnen die Trinkwasserversorgung zusätzlich sicherte. Die 16 Rohrbrunnen bei Metelsdorf blieben aber vorerst die wichtigste Versorgungsgrundlage. Seit dem 3. November 1897 wurde das Wasser in den Behälter des neu errichteten Wasserturms am Turnplatz gefördert, von wo aus es über das Leitungsnetz weiter verteilt wurde. Trotz des neuen Wasserwerkes kam es auch in der Folgezeit zu Wassermangel, was sich erst durch die Einführung von Wassermessern 1908 änderte.
Im Jahr 1929 wurden in Friedrichshof neue Quellen erschlossen. Mit den Jahren wurden die technischen Anlagen erneuert und erweitert. Mit dem Neubau des Wasserwerkes Friedrichshof im Osten Wismars wurde das Wasserwerk am Turnplatz 1967 stillgelegt, der Wasserturm erfüllte jedoch noch einige Zeit die Funktion eines Ersatzspeichers für mögliche Havarien.